# Scotty McCreery
Scott Cooke "Scotty" McCreery, född 9 oktober 1993 i Garner, North Carolina, är en amerikansk sångare. Han vann American Idol 2011 före tvåan Lauren Alaina.

## Diskografi
Studioalbum
- 2011 – Clear as Day
- 2012 – Christmas with Scotty McCreery
- 2013 – See You Tonight
- 2018 – Seasons Change

EP
- 2011 – American Idol Season 10 Highlights: Scotty McCreery

Singlar
- 2011 – "I Love You This Big" (US Country #15)
- 2011 – "Out of Summertime" (US Country Digital #47)
- 2011 – "The Trouble with Girls" (US Country #17)
- 2012 – "Water Tower Town" (US Country #38)
- 2012 – "Please Remember Me" (US Country Digital #29)
- 2013 – "See You Tonight" (US Country #10)
- 2013 – "Forget to Forget You" (US Country Digital #31)
- 2014 – "Feelin' It" (US Country #16)
- 2015 – "Southern Belle"
- 2017 – "Five More Minutes" (US Country #4)
- 2018 – "This Is It" (US Country #34)

Samlingsalbum
- 2011 – American Idol Season 10: Scotty McCreery
- 2012 – Scotty McCreery QVC Bundle